# Doping
Doping je način na koji sportaši zloupotrebom kemijskih sredstava, ali i drugim vrstama medicinskih intervencija (npr. zamjena krvi), pokušavaju nadmašiti u rezultatima ostale sportaše ili najbolje rezultate na štetu svojeg zdravlja.
Doping nije karakterističan samo za sport, iako je tu najviše korišten, a nije ni nastao u sportu. Doping su navodno koristile prvo vojske u ratovima da bi na umjetni način podigle hrabrost i izdržljivost svojih vojnika. Danas je doping redovna pojava u ekstremnom sportu, naročito biciklizmu i atletici.
Osim ljudi doping se koristi i kod konja i pasa u utrkama.